# 4457 van Gogh
För andra betydelser, se Van Gogh (olika betydelser).
4457 van Gogh eller 1989 RU är en asteroid i huvudbältet som upptäcktes den 3 september 1989 av den belgiske astronomen Eric W. Elst vid Haute-Provence-observatoriet. Den är uppkallad efter den nederländske konstnären Vincent van Gogh.
Asteroiden har en diameter på ungefär 10 kilometer.